# Markus Gahlen
Markus Gahlen (* in Recklinghausen) ist ein deutscher Gitarrist und Sänger. Er studierte an der Folkwang-Hochschule in Essen Jazzgitarre. Er lebt und arbeitet in Köln.

## Leben
Gahlen kam im Alter von etwa acht Jahren mit dem Spiel auf Gitarre und erhielt zwei Jahre später außerdem Klarinetten-Unterricht, den er aber bald wieder aufgab. Stattdessen erlernte er der Gitarrenspiel als Autodidakt. 1974 gelangte er außerdem als Sängerknabe in einem Chor für eine Macbeth-Inszenierung der Ruhrfestspiele Recklinghausen erstmals auf die Bühne.
Ab 1990 wirkte er in Köln als Chorsänger bei Produktionen im Musikstudio und gründete mit anderen eine Produktionsfirma mit Tonstudio. Man schuf zunächst Jingles für den lokalen Rundfunk erhielt später Aufträge zur Komposition und Produktion und schließlich Beratung im Rahmen des Marketings großer deutscher und europäischer Unternehmen. Die Rheinische Post stellt ihn als „versierten Fingerstyle-Gitarristen und gefühlvollen Sänger (…) mit einem breitgefächerten Repertoire“ dar, sowohl deutsche als auch englische und italienische Werke enthalte. Während seines Schaffens habe er „mit zahlreichen nationalen und internationalen Künstlern zusammengearbeitet.“
Gahlen selbst hebt seine 2011 begonnene Tätigkeit als Begleitmusiker für deutschsprachige Sänger wie Peter Kraus, Roland Kaiser oder Udo Jürgens besonders hervor. Danach habe er außerdem als Berater und Produzent für viele Unternehmen gearbeitet. Seine Interpretation der Filmmusik Children of Sanchez läuft regelmäßig im Hörfunksender WDR 4.

## Werk
- Better Now Than Never